# Setor Militar Urbano

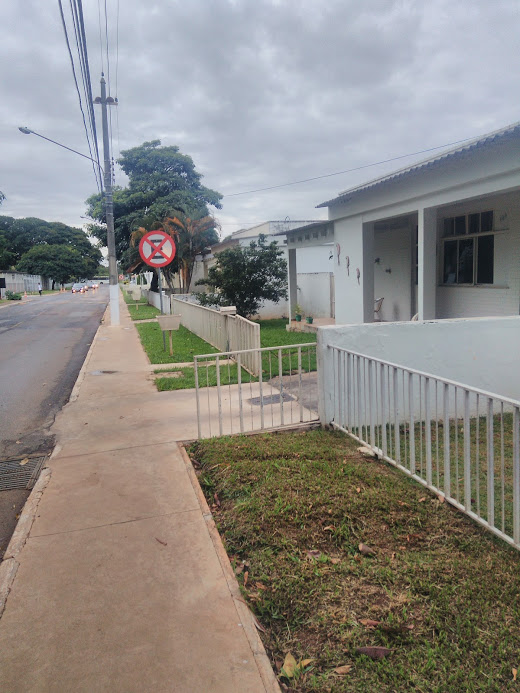
Vista de uma rua do Setor Militar Urbano

O Setor Militar Urbano (SMU) é um setor de Brasília, no Distrito Federal. É o local onde se situam os quartéis do Exército Brasileiro.
Uma das mais importantes construções do SMU é o Quartel General do Exército (QGEx), onde se situa, dentre outras unidades, o Gabinete do Comandante do Exército.
O Quartel-General do Exército (QGEx), situado em Brasília, é o edifício-sede do Comando do Exército Brasileiro. Nele estão instalados diversos órgãos administrativo e operacionais da instituição. Localizado no Setor Militar Urbano (SMU), seu conjunto arquitetônico abrange 113 mil m2 de área construída, sob a forma trapezoidal, e possui quase 6 km de corredores.
O projeto é de autoria do arquiteto brasileiro Oscar Niemeyer ; sua construção foi em 1969 e concluída em 1973.

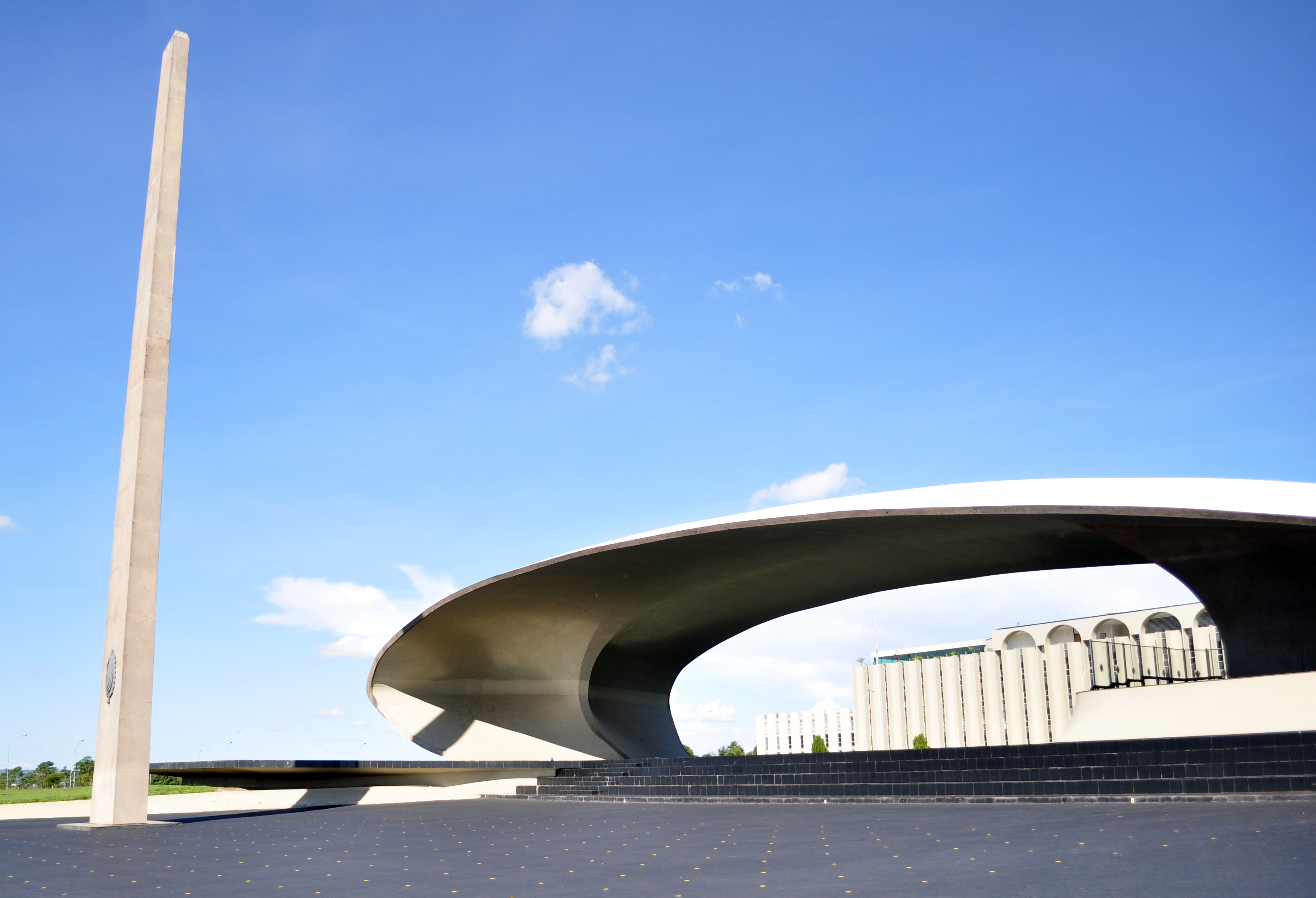
O Obelisco e a Concha Acústica, que juntos formam a espada de Duque de Caxias. Ao fundo está o Quartel General do Exército.

O setor é formado por uma vila com 635 casas, que foram destinadas a famílias de militares, além de dois blocos de dois pavimentos com oito apartamentos cada, só para oficiais solteiros. O metro quadrado do setor é um dos mais valorizados da capital brasileira, muito em função da elevada qualidade de vida e do padrão de seus imóveis. Sua população é de aproximadamente 2500 pessoas.
O SMU abriga, entra outros, os seguintes quartéis: Comando Militar do Planalto, 11.º Região Militar, 1.º Regimento de Cavalaria de Guarda, 11.º Grupo de Artilharia Antiaérea, 16.º Batalhão Logístico, 3.º Esquadrão de Cavalaria Mecanizada, 32.º Grupo de Artilharia de Campanha, Batalhão da Guarda Presidencial, Batalhão de Polícia do Exército de Brasília, 11.º Deposito de Suprimento, 2.º Companhia do depósito de Suprimento, Centro integrado de Telemática do Exército, 7.º Centro de Telemática de Área, Estabelecimento General Gustavo Cordeiro de Farias, Comissão Regional de Obras/11, Hospital Militar de Área de Brasília, Prefeitura Militar de Brasília e B Adm QGEx.
O Setor Militar Urbano fica entre os bairros Sudoeste e Noroeste. As casas do setor não são geminadas, diferente ao que ocorre com as casas da Asa Sul, Asa Norte e Cuzeiro Velho, o que traz privacidade aos residentes. Para ocupar um dos imóveis do SMU, o militar pagar por volta de R$300,00 ao ano descontados em folha de pagamento.
Assim como a unidade de vizinhança que engloba as superquadras 107, 108, 307 e 308 Sul o SMU também preserva o ideal de convivência idealizado por Lúcio Costa para Brasília. O SMU tem quatro praças com  um coreto ao centro cada uma e muitos bancos em volta e têm o nome de uma personalidade brasileira: Cora Coralina, Ayrton Senna, Rubem Braga e Tom Jobim. Soldados da polícia do Exército fazem rondas rotineiramente nos espaços públicos. O setor não e uma área de segurança nacional. Todas as vias, praças e quadras do setor são públicos. Portanto a circulação de qualquer pessoa pelo local é livre, sendo restrito o acesso nos quartéis. A liberdade é vigiada e pessoas estranhas as o local estão sujeitas à abordagem da Polícia do Exército.
As quadras residenciais indicam a patente dos moradores das casas: Quadra Residencial dos Oficiais (QRO), Quadra Residencial de Sargentos (QRS), Quadra Residencial de Generais (QRG). Conhecida como fazendinha pelos militares, devido ao enorme espaço verde de sua localização e pelos poucos habitantes e também às muitas árvores frutíferas e animais presentes no local, a QRG fica é cercada por grades e tem guaritas. O local tem catorze casas de 210 metros cada, sete delas para generais e família e sete para oficiais assistentes, todos coronéis.

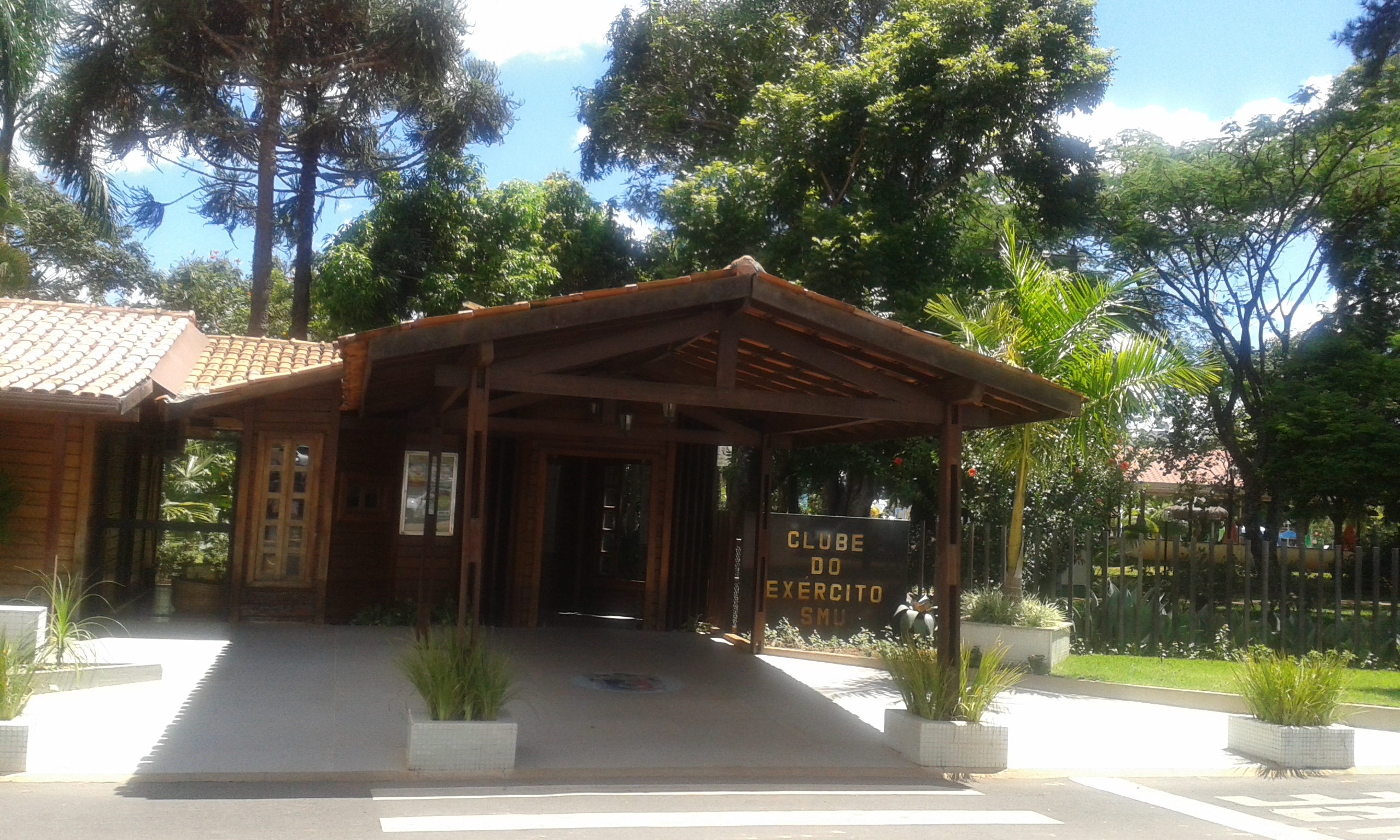
Clube do Exército

O local conta com o Hospital Militar de Área de Brasília (HMAB), que atende militares e seus dependentes. As duas escolas do SMU são: a Soldadinho de Chumbo, particular, que oferece creche e pré-escola e a Escola Classe do Setor Militar Urbano que oferece o ensino fundamental e é pública. O clube dos oficiais do Exército aceita sócios civis desde que indicados por um militar e conta com tudo o que é comum a estruturas do tipo. Já o Clube Pandiá é para os Subtenentes e Sargentos do Exército. O SMU também conta com dois hotéis de Trânsito, HTO e HTS.

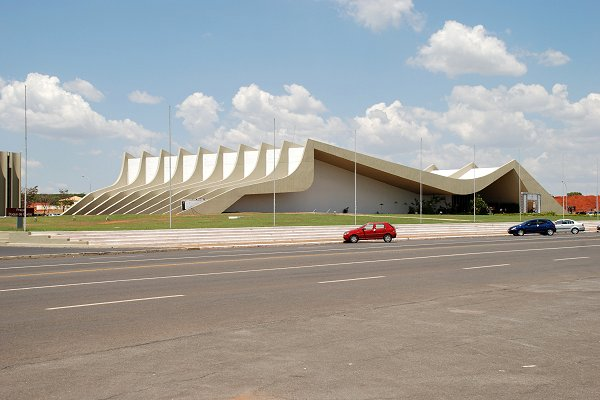
Teatro Calmon

O SMU conta com dois teatros, o Teatro Pedro Calmon com capacidade para 1.220 pessoas, um palco de 230 metros e  uma exposição permanente sobre a história do Exército, e a partir de 2010 o Teatro Poupex, localizado na instituição de mesmo nome, a POUPEX (Instituição de Poupança e Empréstimo. O teatro tem capacidade para 649 pessoas.

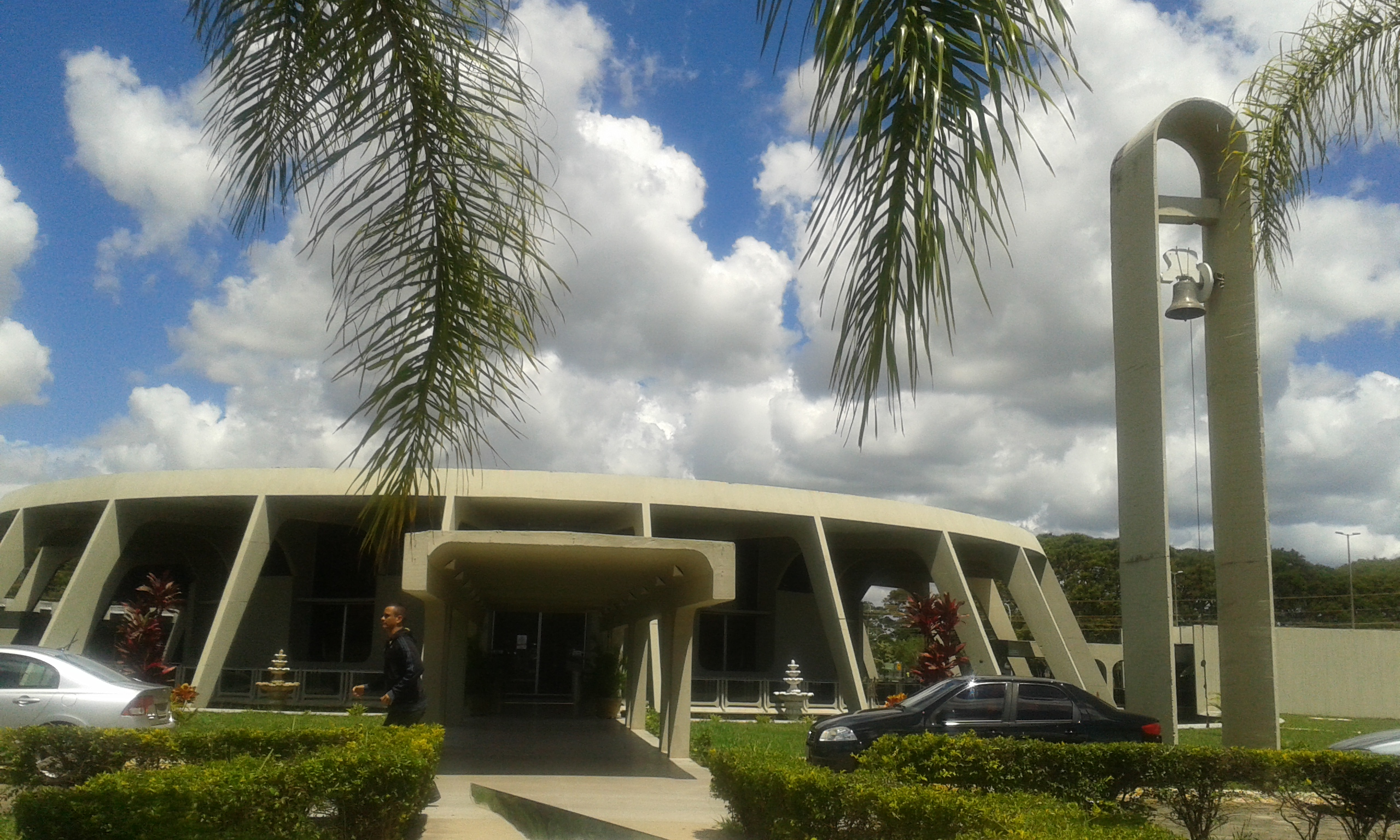
SMU - Brasília, DF, Brazil - panoramio (12).jpg

O Oratório do Soldado lembra um templo católico mas serve a todas as religiões. De acordo com a celebração e a orientação religiosa, imagens e crucifixos são colocados e retirados do salão principal. O Oratório do Soldado é aberto a toda a população de Brasília.

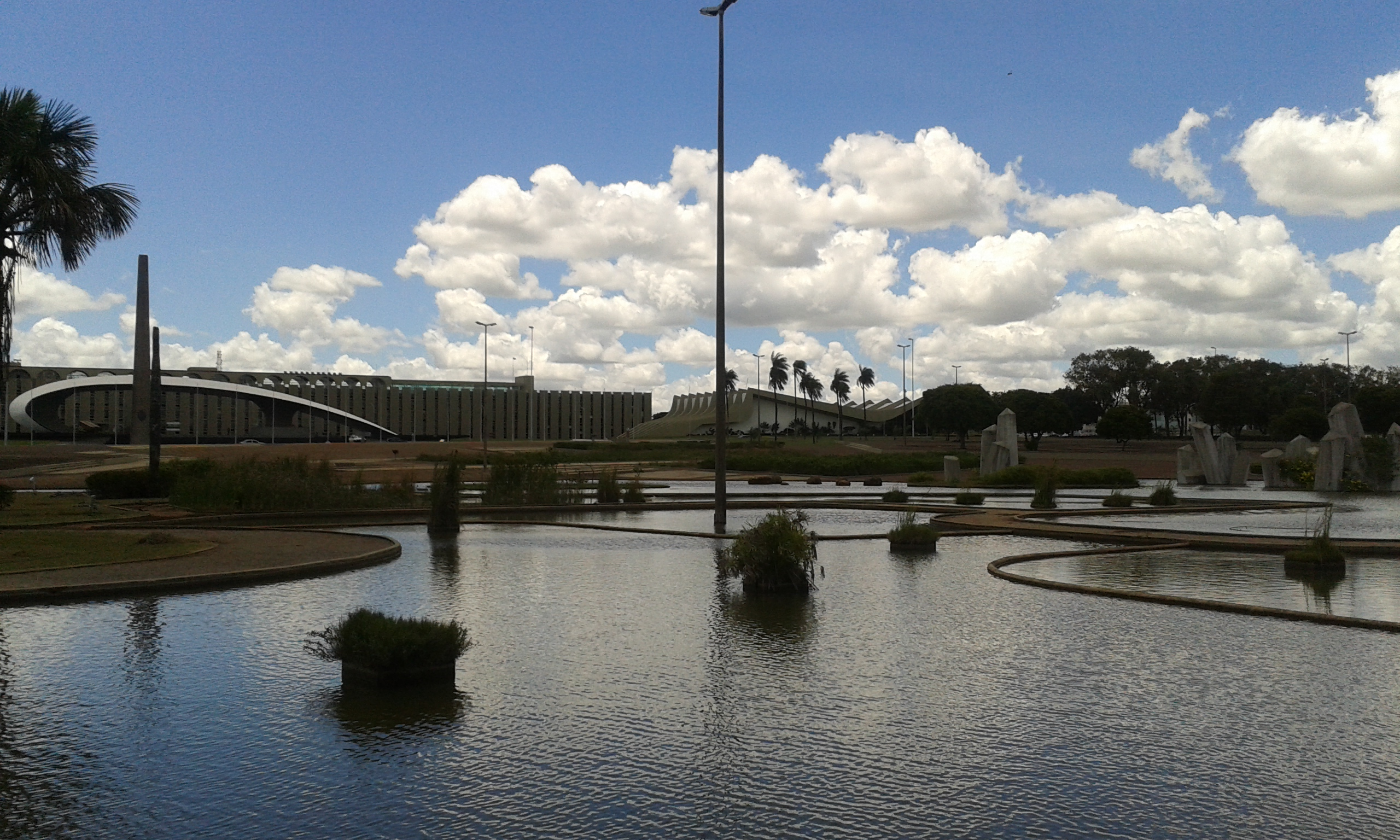
Ao fundo, à esquerda, atrás do Monumento ao Duque de Caxias está o QGE, no centro o Teatro Calmon e à direita aparecem os cristais da Praça Cívica do QGE (com o lago à frente) e que faz o lugar ser mais conhecido como Praça dos Cristais.

A Praça Cívica do Quartel-General do Exército é a mais visitada do SMU. Popularmente conhecida como Praça dos Cristais conta com projeto do paisagista Burle Marx e faz parte do conjunto de nove jardins do paisagista tombado como patrimônio imaterial de Brasília: os Jardins de Burle Marx.
Em frente à Praça dos Cristais encontra-se a Praça Duque de Caxias ou Palanque Monumental, assinada por Oscar Niemeyer. Na Praça há um obelisco e uma concha que simbolizam, respectivamente, a espada e o copo da espada de Duque de Caxias, o patrono do Exército brasileiro. Os desfiles de 7 de setembro aconteceram no local por muito tempo até serem transferidos para a Esplanada dos Ministérios.

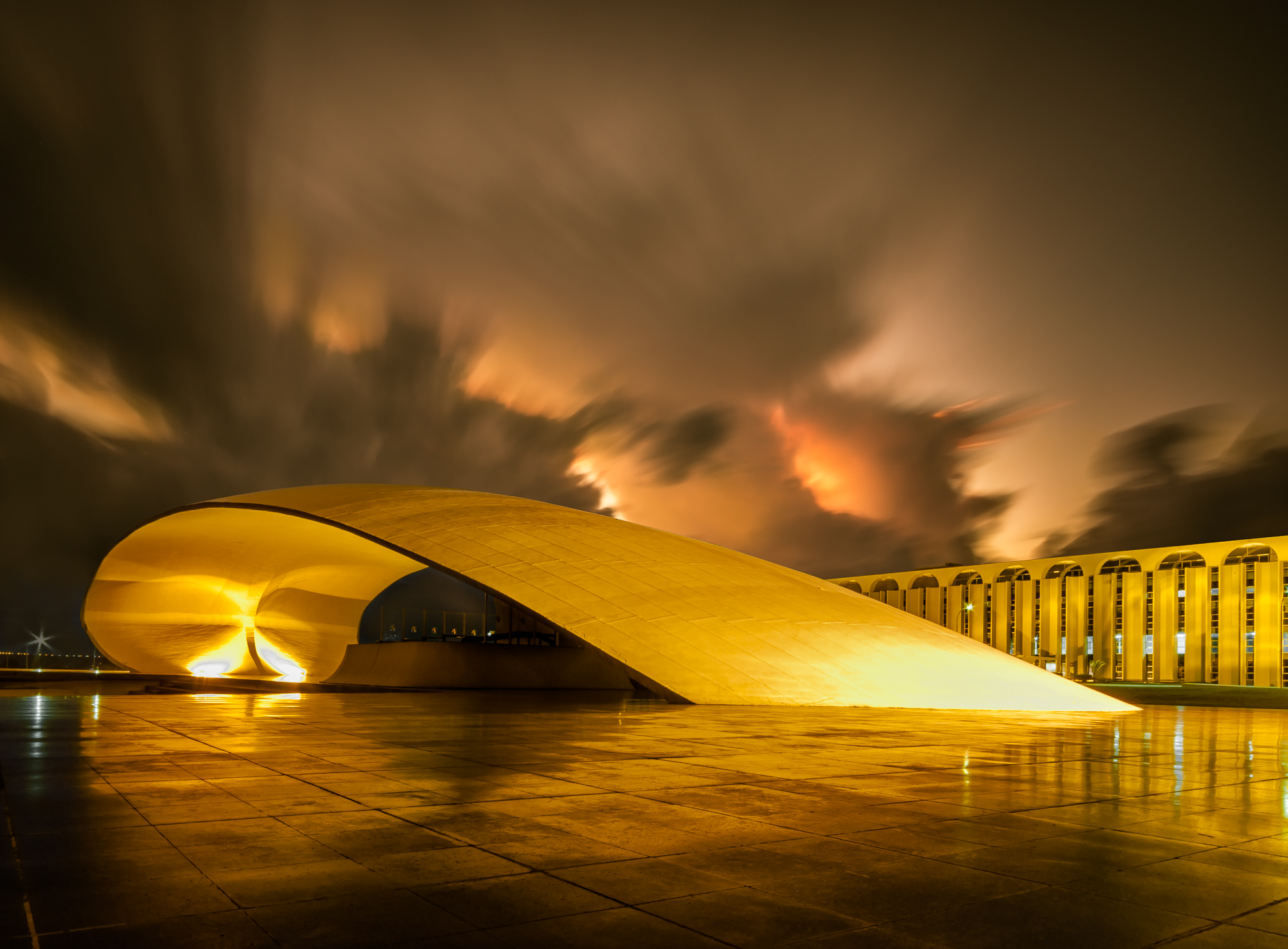
Concha Acústica do Monumento ao Duque de Caxias.

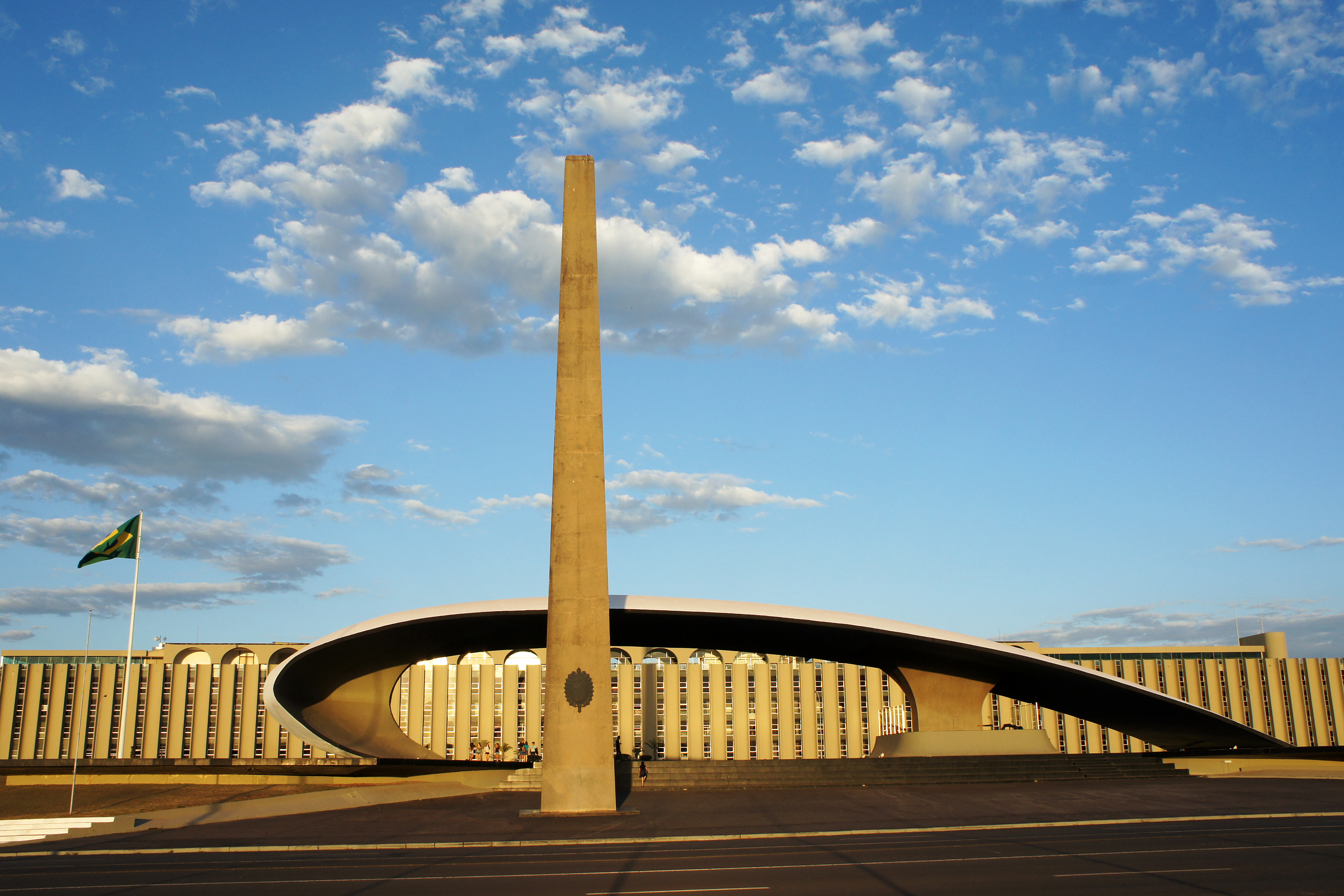
Obelisco e Concha Acústica formam o desenho da "Espada" de Duque de Caxias.

Na entrada principal do Quartel General do Exército fica o Salão Guararapes que foi inaugurado como um espaço cultural em 1997. No local está o Tapete Guararapes, no qual foi reproduzida a pintura a óleo Batalha dos Guararapes de Victor Meireles. A Primeira Batalha dos Guararapes marca a criação do Exército Brasileiro.